# 太安 (晋)
太安（たいあん）は、西晋の元号（302年 - 303年）。恵帝の治世に使われた。

## 出来事
- 恵帝を復位させ、当時実権を握っていた斉王司馬冏が、永寧2年12月に殺され、長沙王司馬乂などが実権を握り、同月元号が太安に改められた。

## 西暦との対照表
| 太安 | 元年  | 2年   |
| 西暦 | 302年 | 303年 |
| 干支 | 壬戌  | 癸亥  |

## 他元号との対照表
| 太安 | 元年 | 2年    |
| 張昌 | -    | 神鳳元 |
| 成漢 | -    | 建初元 |